# Mermon Parwin
Mermon Parwin (* 21. November 1924 in Kabul als Khadidja Ziai; † 9. Dezember 2004 in Kabul) war die erste afghanische Sängerin, deren Lieder von Radio Kabul ausgestrahlt wurden. Mermon bedeutet auf paschtunisch ميرمن „Frau“.

## Leben
Mermon Parwin wurde als Khadidja Ziai [Zia-i] als Tochter des paschtunischen Sardar (Prinz) Mohammad Rahim Ziai und der Tadschikin Bibi Koh aus der Provinz Badachschan in Afghanistan geboren. Sie lernte Kulturtechniken wie Lesen und Schreiben privat bei ihrem Vater, der Gedichte schrieb und musizierte.
Mermon Parwin besuchte dann die von König Amanullah gegründete Fachoberschule bzw. Fachschule für Krankenschwestern und Hebammen in Kabul. Nach ihrer Ausbildung arbeitete sie als Hebamme in verschiedenen Kliniken in der Stadt Kabul im Bereich der Frauenheilkunde und Geburtshilfe.
Die Ehe mit Mohammad Yakob, der als Mitbegründer der afghanischen Pfadfinder-Organisation Zarandoi den Kosenamen Masterscout trug, dauerte zwei Jahre, da er nach Pakistan auswanderte und unter dem Pseudonym Mehr Khan Gran eine politische, vor allem eine gegen Afghanistan gerichtete Sendung moderierte, in der er sie u. a. unziemlicher Handlungen bezichtigte. Mermon Parwin antwortete auf seine Beschuldigungen mit dem Lied man Gulfrosch astam (ich verkaufe Blumen), das symbolisch meint, dass sie ihre Kunst verkaufe und nicht sich selbst.

## Auftritt im Hörfunk
1951 strahlte Radio Kabul unter der Leitung von Ustad Abdul Ghafur Breshna zum ersten Mal die Stimme einer Frau aus, ein Ereignis, das in die Geschichte Afghanistans eingegangen ist und einen Wandlungsprozess im Bezug der Geschlechter untereinander in Gang brachte. Laut Ahmad Jawed soll sein Team 1951 das von ihr gesungene und von Radio Kabul ausgestrahlte Lied „Gulfrosch“ in ihrem Haus aufgenommen haben. Andere Quellen berichten, dass sie zwecks Aufnahme ihres Liedes verschleiert bei Radio Kabul erschienen sei. Mohammad Ebrahim Khalil schrieb das Lied und der Charabatmusiker Ustad Ghulam Hossein, Vater von Mohamed Hussein Sarahang komponierte die Musik dazu. Danach konnten Frauen im Radio Afghanistan als Nachrichtensprecherinnen, Moderatorinnen und Sängerinnen eingestellt werden.
Die Regierung hob den Schleierzwang 1959 wieder auf, der nach dem Sturz von König Amanullah 1929 verhängt worden war und den die Taliban 1996 wieder einführten. Das Aufheben des Schleierzwanges ebnete den Weg für Frauen, auf Veranstaltungen anlässlich von Festen und Unabhängigkeitsfeierlichkeiten aufzutreten. 1959 unterzeichnete Parwin einen Vertrag mit Radio Afghanistan und sang Lieder in verschiedenen Sprachen des Landes, allen voran das Nouruz-Lied Samanak aus Anlass des iranischen Neujahrfests. Mermon Parwin ist nun im Iran und in allen persischsprachigen Ländern Zentralasiens, insbesondere im Iran und in Tadschikistan sowie bei Dari und Parsi-Sprechern in Pakistan und in Indien sehr beliebt. Mermon Parwin sang in Sendungen Radio Afghanistans insgesamt 320 Lieder. 20 ihrer Lieder gibt es als Fernsehaufnahmen bei RTA Radio Television Afghanistan.
Mermon Parwin sang verschiedene Lieder der deutschen Pfadfinder mit in Farsi und Paschtu übertragenen Texten. 1971 zeichnete König Zahir Schah sie mit einer Goldmedaille als beste und beliebteste Sängerin Afghanistans aus.
Die beliebteste Sängerin des Landes blieb bis zu ihrem Tod im Jahre 2004 in ihrer Heimat und setzte sich für Gleichberechtigung der Frauen in Afghanistan ein. Die Wegbereiterin der Stimme der Frauen Afghanistans nahm ab 2002 an Veranstaltungen teil und machte den Frauen des Landes Mut, sich aktiv an dem kulturellen und gesellschaftlichen Leben des Landes zu beteiligen.